# Айш (приток Альзета)
Айш (люкс. Äisch, фр. Eisch, нем. Eisch) — река, протекающая по территории Бельгии и Люксембурга. Длина реки — 28 км, площадь бассейна — около 172 км².
Река Айш берёт своё начало в Бельгии недалеко от деревни Sélange. Высота истока реки — 355 м над уровнем моря. Далее течёт на северо-запад по территории Люксембурга. Впадает в реку Альзет около населённого пункта Мерш.
Имеет ряд небольших притоков.
В долине реки Айш находится семь старинных замков, поэтому в начале XX века её стали называть «Долиной семи замков».

## Галерея

Семь замков
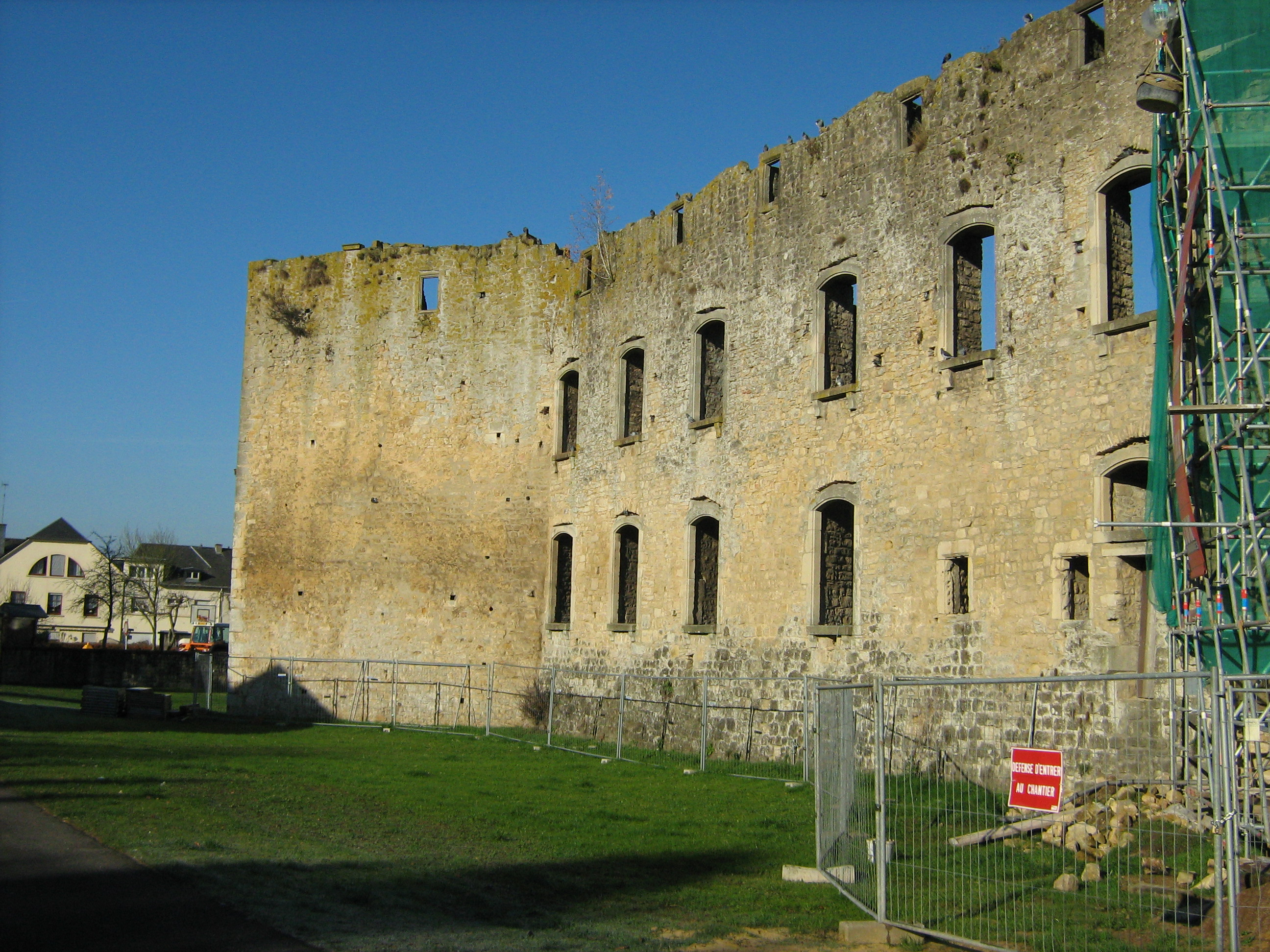
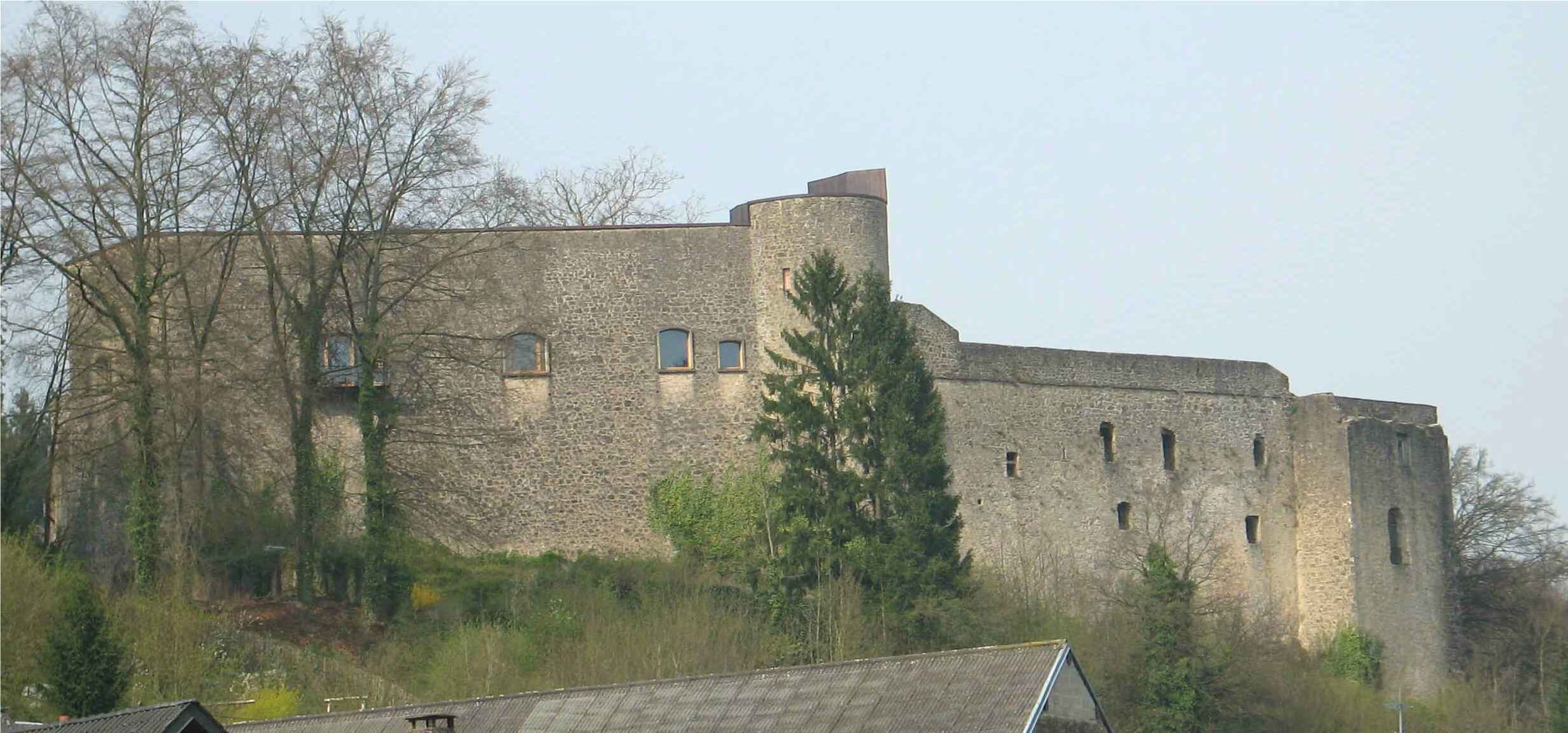
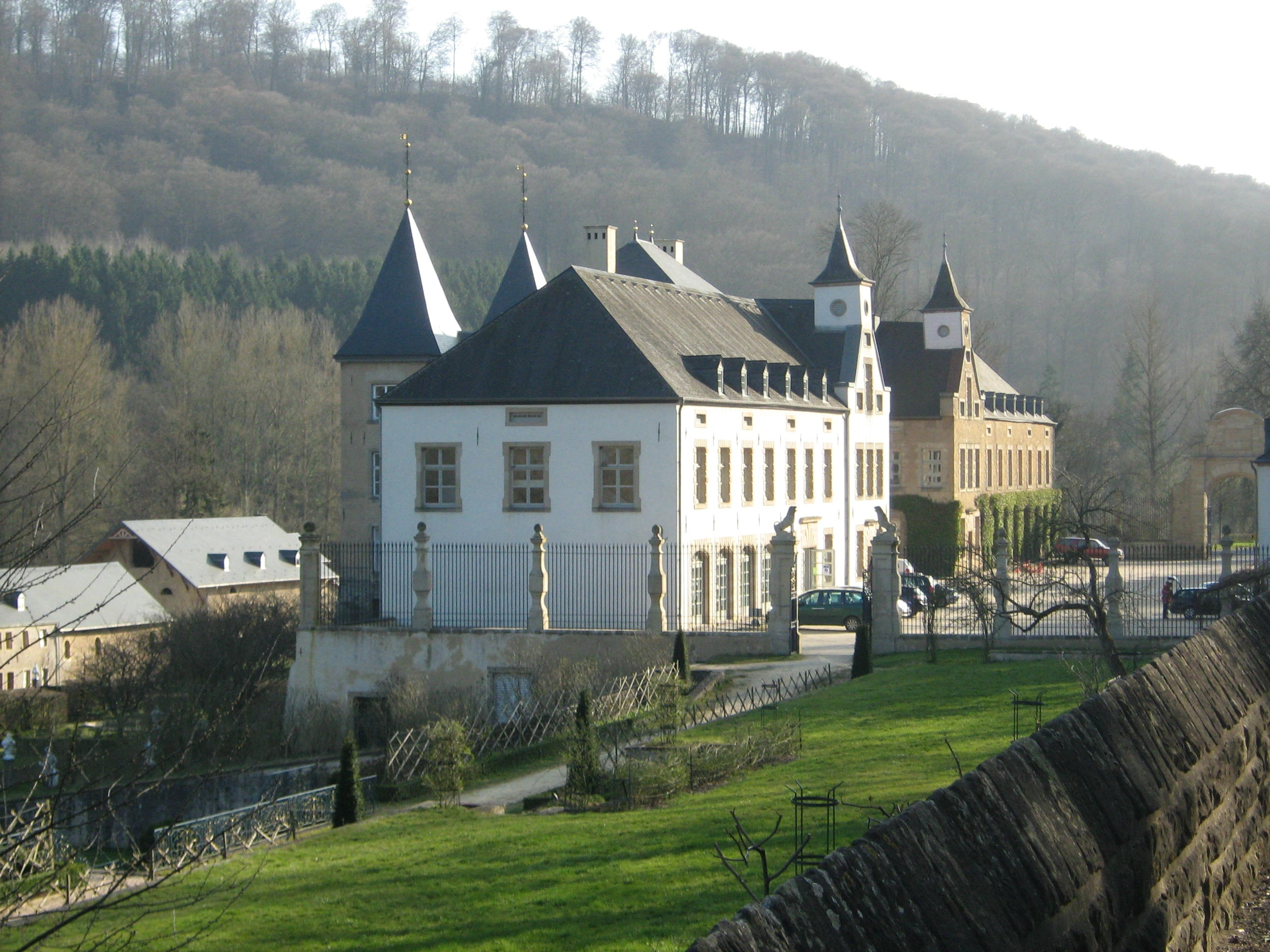
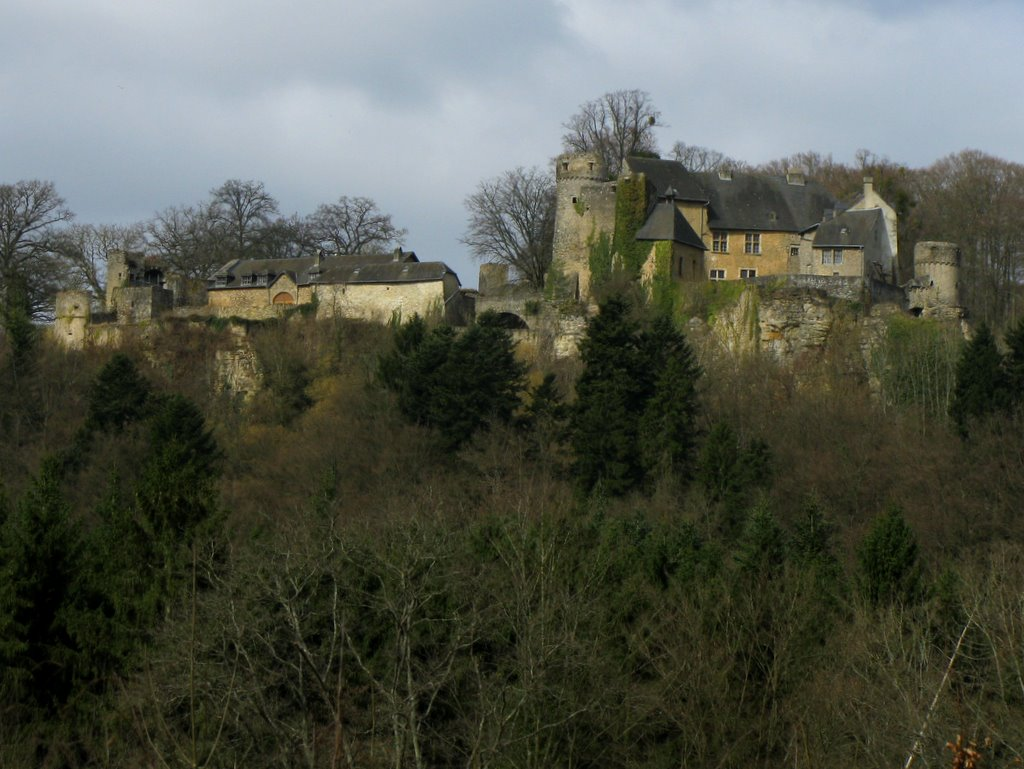
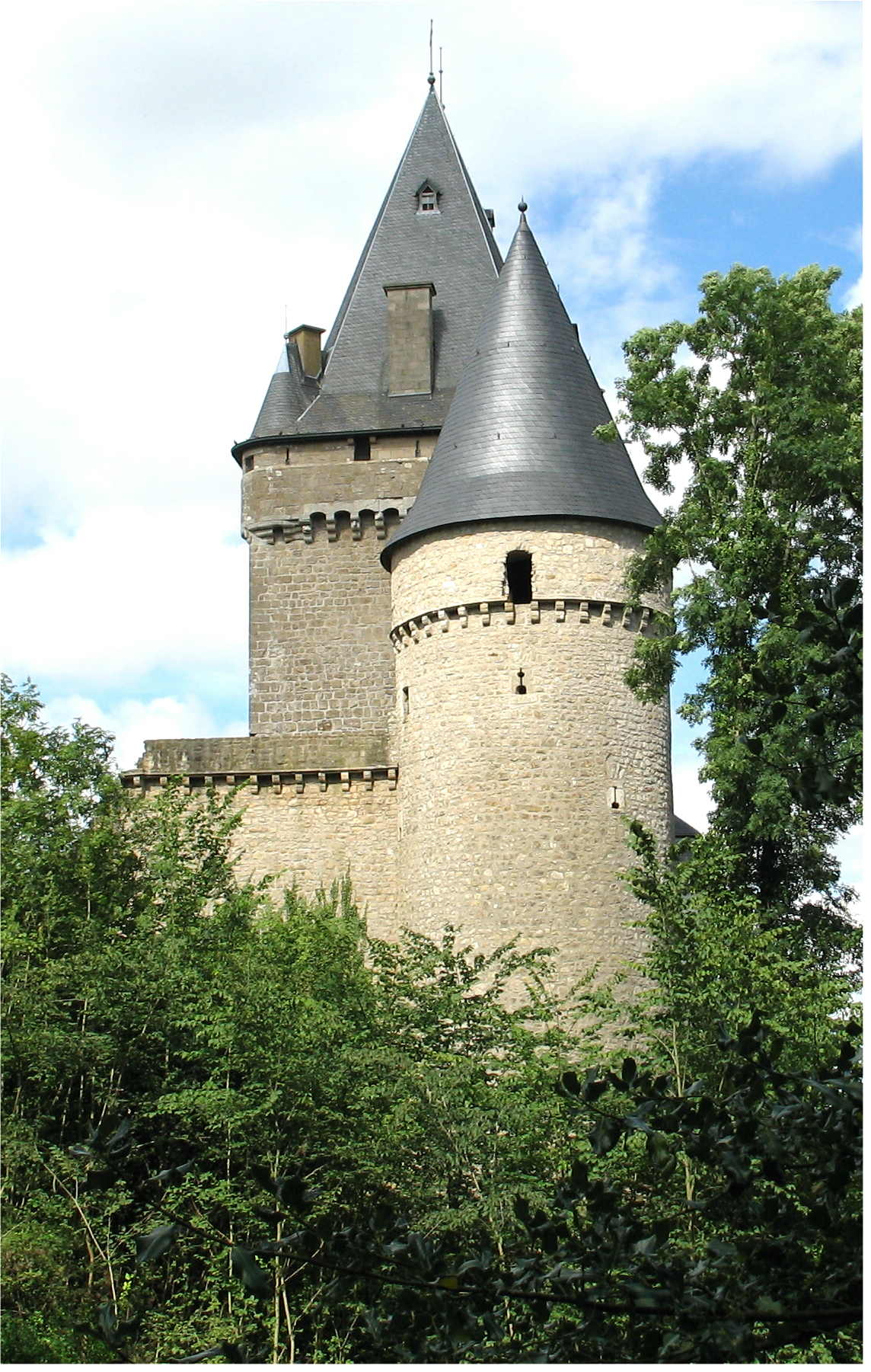
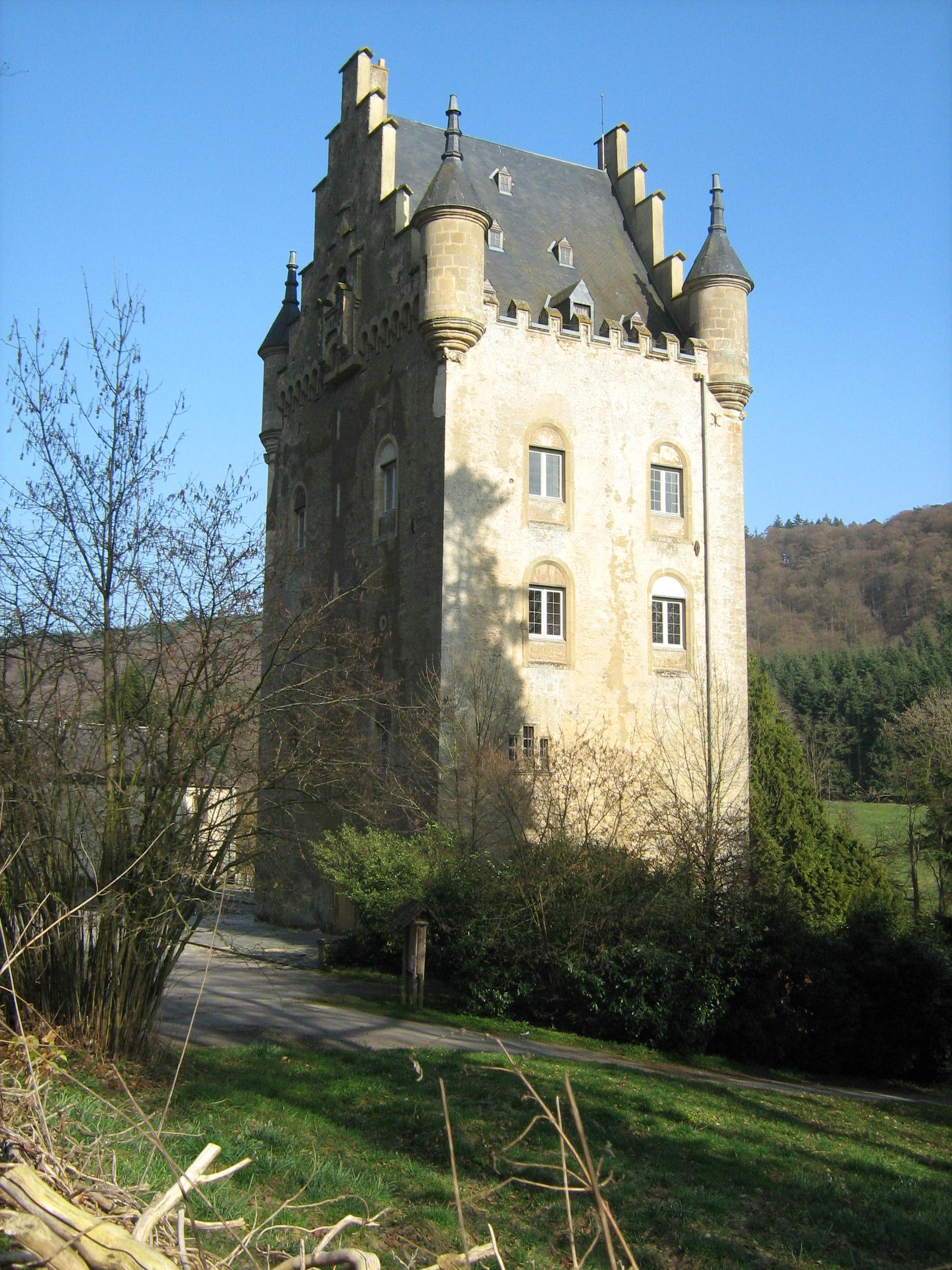
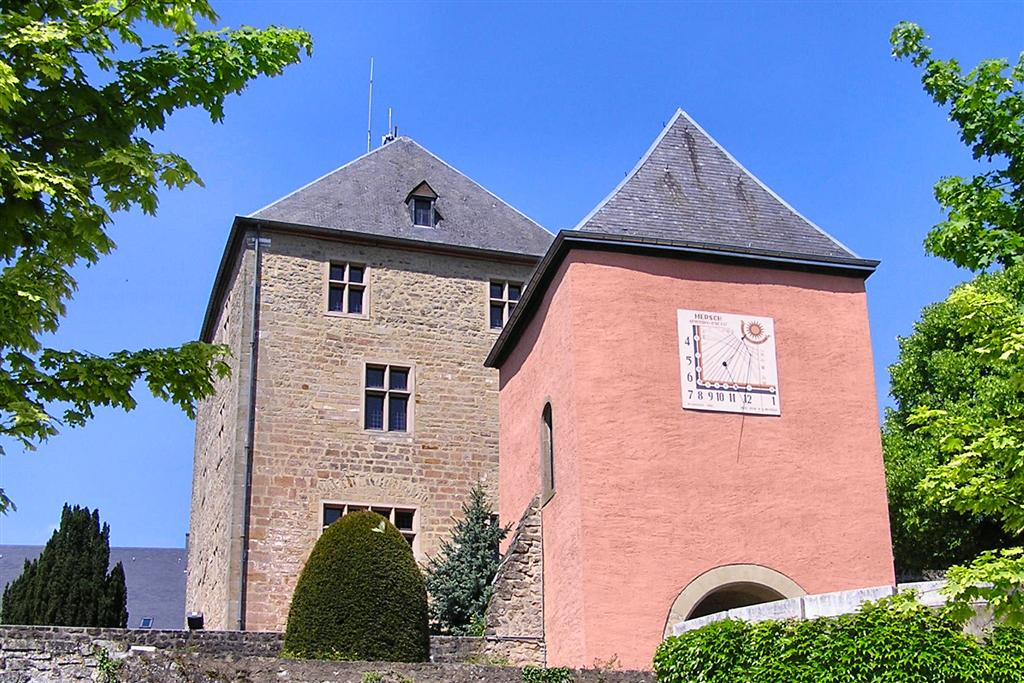